# الفرقة الحادية عشرة (العراق)

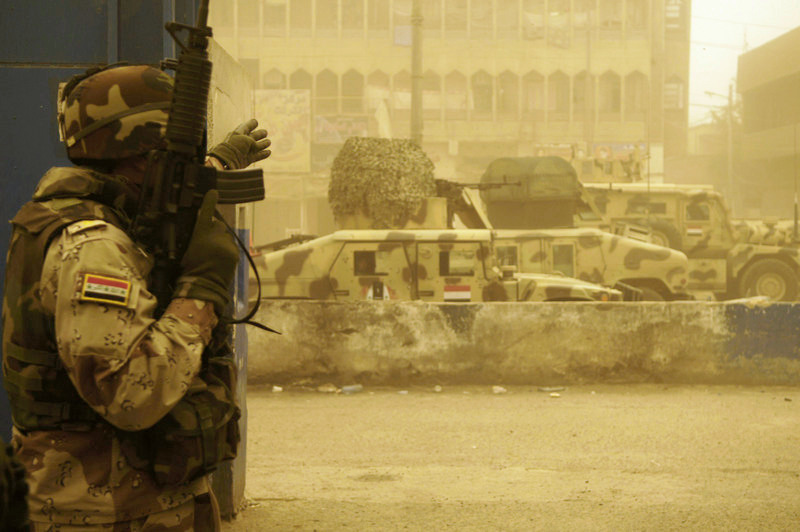
وحدة من اللواء 42 تواجه عناصر "غير قانونية" من جيش المهدي في مدينة الصدر بتاريخ 17 أبريل 2008

الفرقة الحادية عشرة مشاة هي تنظيم عسكري تابع الى القوة البرية العراقية.
خلال الغزو العراقي للكويت في عام 1990–1991، احتلت الفرقة الحادية عشرة مشاة مدينة الكويت، وشاركت في معركة مطار الكويت الدولي.

## التاريخ
في عام 2002، كانت الفرقة مكوّنة من ألوية المشاة 23 و45 و47. ومع بداية الغزو الأمريكي للعراق عام 2003، كانت ثلاثة ألوية بحجم لواء من الفرقة تؤمّن منطقة الناصرية (مدينة) ضمن الفيلق الثالث.
بعد إعادة تشكيلها حوالي 2006–2007، أصبح مقر قيادتها في مبنى وزارة الدفاع السابق في بغداد.

### وحدات الفرقة
- لواء المشاة 42 ("النمور") – الأعظمية (شمال شرق بغداد) (كان سابقًا اللواء الثاني، الفرقة السادسة)
- لواء المشاة 43 – غرب بغداد
- لواء المشاة 44 – مدينة الصدر
- لواء المشاة 45 – شرق بغداد (كان مخططًا أن يكون جاهزًا للعمل في 2008)

تأسست الفرقة الحادية عشرة في نهاية عام 2007 ضمن زيادة القوات في حرب العراق عام 2007 وعملية فرض القانون. تكوّنت من لواء متمرّس هو اللواء الثاني الفرقة السادسة (أصبح اللواء الأول لها)، واستعانت باللواء الرابع من الفرقة الأولى (الذي لا يزال يعمل في بغداد إلى جانب الفرقة الحادية عشرة)، إضافة إلى لواءين جديدين وآخر كان قيد التشكيل وقتها. لعبت الفرقة دورًا مهمًا في حصار مدينة الصدر في أبريل 2008. منطقة مسؤوليتها تشمل شرق بغداد، ويُذكر أن عدد جنودها أقل من فرقة المشاة القياسية.